# Tinta Carvalha

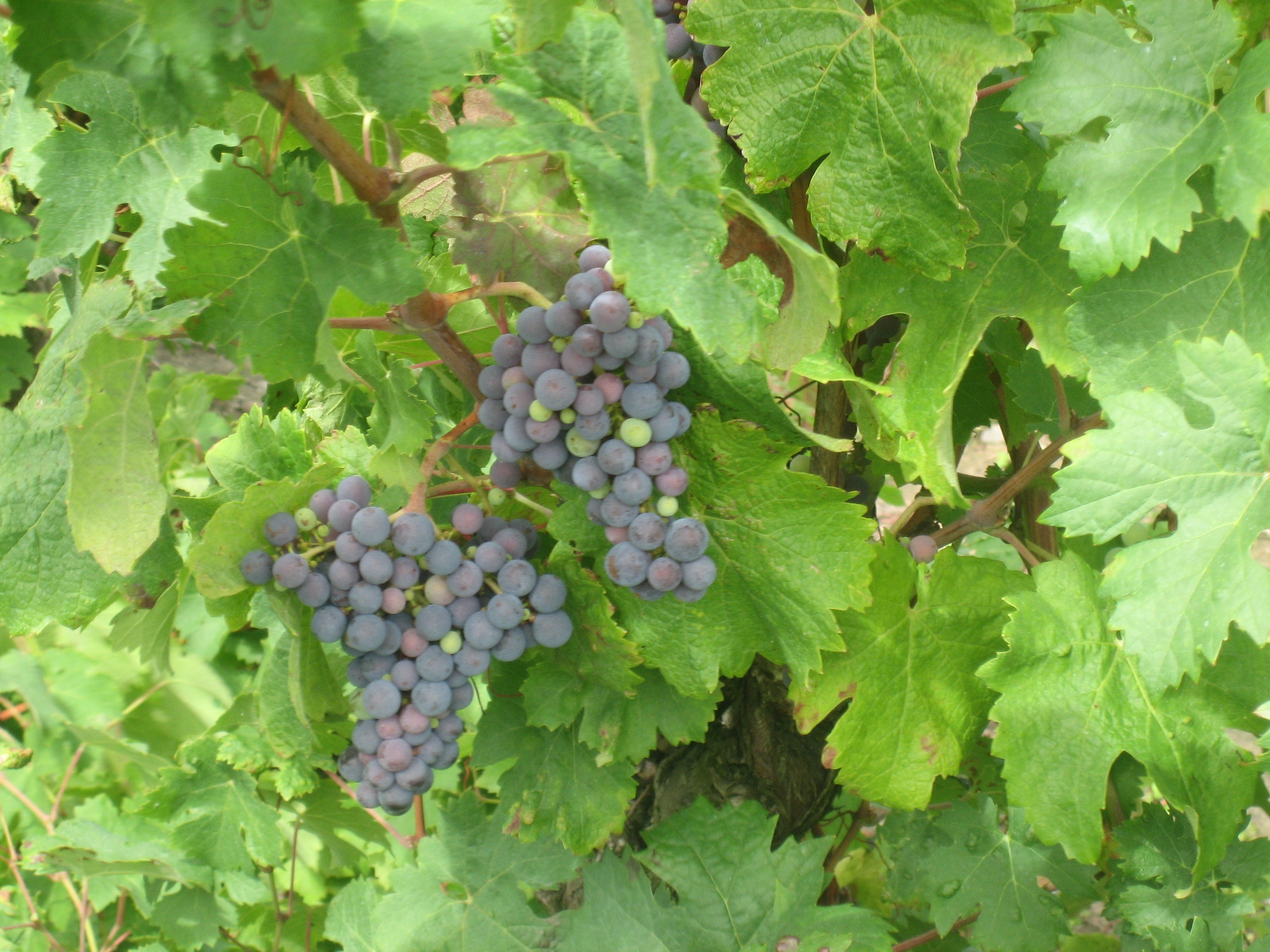
Blauw druivenras.

De Tinta Carvalha is een blauwe druivensoort uit Portugal die in meerdere opzichten een lichte wijn voortbrengt.

## Geschiedenis
Dit ras is ontstaan in het noorden van Portugal, in de buurt van de rivier de Douro in de regio Trás-os-Montes. In 2006 werd door DNA-onderzoek aangetoond dat deze druif en de Rufete totaal verschillend zijn, alhoewel beide in de Douro Tinta Carvalha worden genoemd.

## Kenmerken

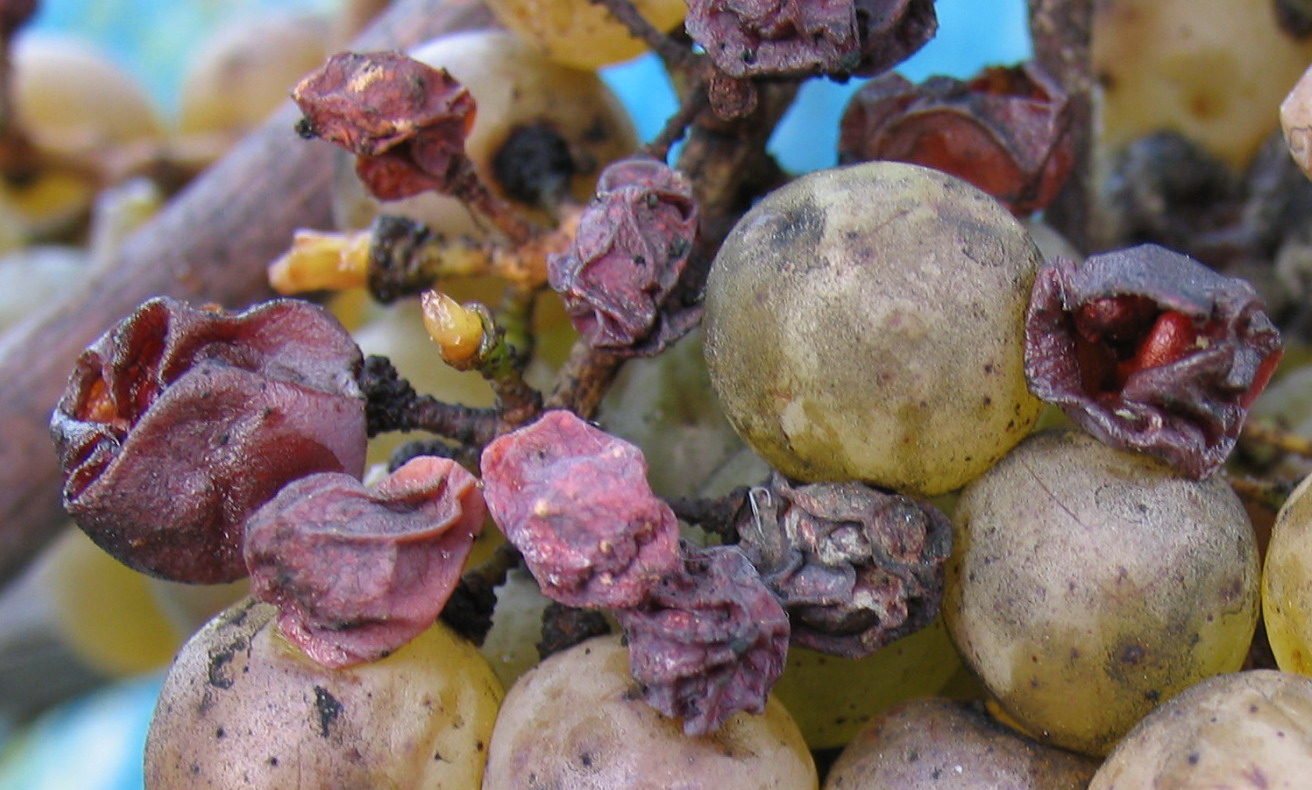
Botrytis op druiven

De druiven zijn middelgroot en hebben een dunne schil. Pigment hebben deze druiven nauwelijks, waardoor ook de wijn zeer licht van kleur is. Dit ras is gevoelig voor echte meeldauw en botrytis. Kenmerken zijn aroma's van rood fruit, maar de smaak is zeer licht. Dat tezamen met een lage zuurgraad maakt het geen bewaarwijn.

## Gebieden
Alhoewel deze inheemse druif overal in Portugal is toegestaan, ligt de nadruk op het noorden en in veel mindere mate op Alentejo, Beira Baixa en de Tejo-regio's. De totale beplante oppervlakte is net geen 1.200 hectare.

## Synoniemen[1]
- Carvalha
- Lobão
- Preto Gordo
- Tinta Carvalha do Douro
- Tinta Carvalha